# Solenocera halli
Solenocera halli is een tienpotigensoort uit de familie van de Solenoceridae. De wetenschappelijke naam van de soort is voor het eerst geldig gepubliceerd in 1972 door Starobogatov.